# Johannes Menzel Orgelbyggeri
Johannes Menzel Orgelbyggeri AB var ett orgelbyggeri i Utansjö Härnösands kommun. Det grundat 1978. De har byggt runt 130 orglar allt från små till stora verk. 2009 skulle de sluta att bygga orglar och endast arbeta med service på orglar. Det skulle firas med en sista verkstadskonsert 5 april 2009. 
Johannes Menzel och Renate Menzel kom till Sverige 1962 och bosatte sig i Rö, norr om Härnösand. Johannes Menzel fick 1962 anställning hos Gustaf Hagström Orgelverkstad AB, Härnösand. Han fick senare mästarexamen inom orgelbyggeri. Renate Menzel är organist och körledare och har arbetat i domkyrkan och lärarhögskolan. Renate kom att utbilda sig till ekonom.

## Orglar
- 1960 Marierokyrkan, Vänersborg
- 1976 Alnö gamla kyrka
- 1978 EFS-kyrkan, Mellansel
- 1979 Västra Tunhems kyrka (kororgel)
- 1979 Almunge kyrka (kororgel)
- 1979 Nordingrå kyrka (kororgel)
- 1979 Lits kyrka (kororgel)
- 1979 Rätans kyrka
- 1980 Alla Helgona kyrka, Nyköping
- 1980 Gamla kyrkan, Ytterlännäs
- 1980 Eds kyrka[förtydliga]
- 1980 Trons kapell, Östersund
- 1980 Hornbergskyrkan
- 1981 Hoppets kapell, Östersund
- 1981 Sköns kyrka (kororgel)
- 1981 Stora Kopparbergs kyrka (kororgel)
- 1981 Hörsne kyrka
- 1981 Bankekinds kyrka
- 1981 Hemsö kyrka
- 1981 Hemsö kyrka (kororgel)
- 1981 Krematoriet, Skön
- 1981 Ås kyrka[förtydliga]
- 1982 Södermalmskyrkan (nu flyttad till Enskede kyrka)
- 1983 Uppenbarelsekyrkan, Hägersten (Lillkyrkan)
- 1983 Almunge kyrka
- 1983 Granlo kyrka
- 1984 Dunkers kyrka (kororgel)
- 1984 Österbybruks kyrka
- 1984 Älvgården, Själevad
- 1985 Mariakapellet, Nyköpings Östra
- 1985 Mjösunds gravkapell, Njurunda
- 1985 Kalls kyrka (kororgel)
- 1985 Morö Backe kyrka
- 1985 Dikanäs kyrka
- 1986 Gravkapellet, Högsjö
- 1986 Brunflo kyrka
- 1986 Krokoms kyrksal
- 1986 Fors kyrka[förtydliga] (kororgel)
- 1987 Gravkapellet, Grangärde
- 1987 Enångers kyrka
- 1988 Lilla Aska griftegård (Stora kapellet)
- 1988 Katolska kyrkogårdens kapell
- 1988 Sidensjö kyrka
- 1988 Heliga Ljusets kyrka, Brunflo
- 1988 Undersåkers kyrka (kororgel)
- 1988 Linsells kyrka
- 1988 Nordmalings kyrka
- 1989 Lilla Aska griftegård (Lilla kapellet)
- 1989 Solbergs kyrka (kororgel)
- 1989 Gravkapellet, Själevad
- 1989 Gamla gravkapellet, Skön
- 1989 Heliga Korsets kapell, Umeå
- 1990 Järna kyrka (kororgel)
- 1990 Forsa kyrka (kororgel)
- 1990 Säbrå kyrka
- 1990 Bureå gravkapell
- 1991 Rengsjö kyrka
- 1995 Hammarby kyrka, Uppland
- 1999 Sankt Eskils kyrka, Handen

### Övriga
- 1979 Gamla kyrkan, Högsjö (ombyggnation)
- 1982 Skönsmons kyrka (ombyggd och omdisponerad)
- 1983 Sköns kyrka (ombyggd och omintonerad)
- 1984 Skärvångens kapell (tillbyggd med crescendoskåp och självständig pedal)
- 1988 Harmångers kyrka (omdisponering och renovering)
- 1989 Församlingsgården, Umeå landsförsamling (renovering)
- 1990 Gnarps kyrka (omdisponering och renovering)
- 1990 Högsjö kyrka[förtydliga] (omdisponering och restaurering)